# Myrmarachne jacobsoni
Myrmarachne jacobsoni är en spindelart som beskrevs av Eduard Reimoser 1925. Myrmarachne jacobsoni ingår i släktet Myrmarachne och familjen hoppspindlar. Inga underarter finns listade i Catalogue of Life.